# Стационе Назизи (Таранто)
Стационе Назизи (итал. Stazione Nasisi) је насеље у Италији у округу Таранто, региону Апулија.
Према процени из 2011. у насељу је живело 92 становника. Насеље се налази на надморској висини од 19 м.